# Guido Petti
Guido Petti Pagadizábal (Buenos Aires, 17 de noviembre de 1994) es un jugador argentino de rugby que juega en la posición de segunda línea en Harlequins FC de la Premiership Rugby y es internacional absoluto con Los Pumas.

## Carrera
Petti Pagadizábal representó al San Isidro Club en el Torneo de la URBA en su país natal. Al igual que los jugadores más jóvenes de Los Pumas, la Selección de rugby de Argentina, hizo sus primeros pasos con el seleccionado en el PlaDAR, impulsado por la Unión Argentina de Rugby y hoy, son figuras determinantes dentro del plantel dirigido por Mario Ledesma.
El 19 de febrero de 2025, Petti ficho para la temporada 2025-26 por el equipo Harlequins FC de la Premiership Rugby.

## Internacional
Petti Pagadizábal fue miembro de Argentina M20 que compitió en el Campeonato Mundial de Rugby Juvenil de 2013 y 2014, y también de los Jaguares en 2013 y 2014. Igualmente, jugó para Pampas XV durante su gira de 2014 de Oceanía.
Tuvo su debut con Los Pumas el 14 de noviembre de 2014 en la victoria 20-18 sobre Italia en Génova.
Seleccionado para la Copa Mundial de Rugby de 2015, participó en el primer partido, contra Nueva Zelanda, partido en el que consiguió un try, batiendo el récord de jugador más joven en anotar un ensayo en un Mundial para su selección, con 20 años.
Luego de 4 años es seleccionado para disputar la Copa Mundial de Rugby de 2019. En el primer partido frente a Francia lograría concretar un try, encuentro que finalizaría con derrota por 23-21.
Participó en la Copa Mundial de Rugby de 2023. Jugó el partido por el tercer puesto, donde perdieron 26 a 23. 

## Premios
- Pacific Rugby Cup (2014 y 2015)
- Sudamérica Rugby Cup (2015)
- Olimpia de plata (2019)[7]
- European Rugby Champions Cup (2025)